# Садыгов, Илья Туфанович
Илья Туфанович Садыгов (род. 29 сентября 2000, Химки, Московская область) — российский футболист, нападающий.

## Биография
Сын бизнесмена Туфана Садыгова, одного из инвесторов ФК «Химки».
В 2018 году в составе любительской команды «Олимп» Москва стал победителем группы «Б» зоны «Московская область». В сезоне 2019/20 за эту команду, представлявшую Химки, играл в первенстве ПФЛ. В апреле — июле 2019 года в составе «Олимпа-2» сыграл 13 матчей, забил два гола в лиге «А» чемпионата Московской области. Сезон 2020/21 провёл в команде ПФЛ «Олимп-Долгопрудный». В июне 2021 года перешёл в клуб премьер-лиги «Химки», дебютировал в чемпионате 16 августа — в гостевой игре против «Сочи» (0:3) вышел на 90+1-й минуте.